# František Vaňák
František Vaňák (28. června 1916 Vojtěchov – 14. září 1991 Město Albrechtice) byl český katolický teolog, 13. arcibiskup olomoucký a metropolita moravský (1989–1991).

## Život

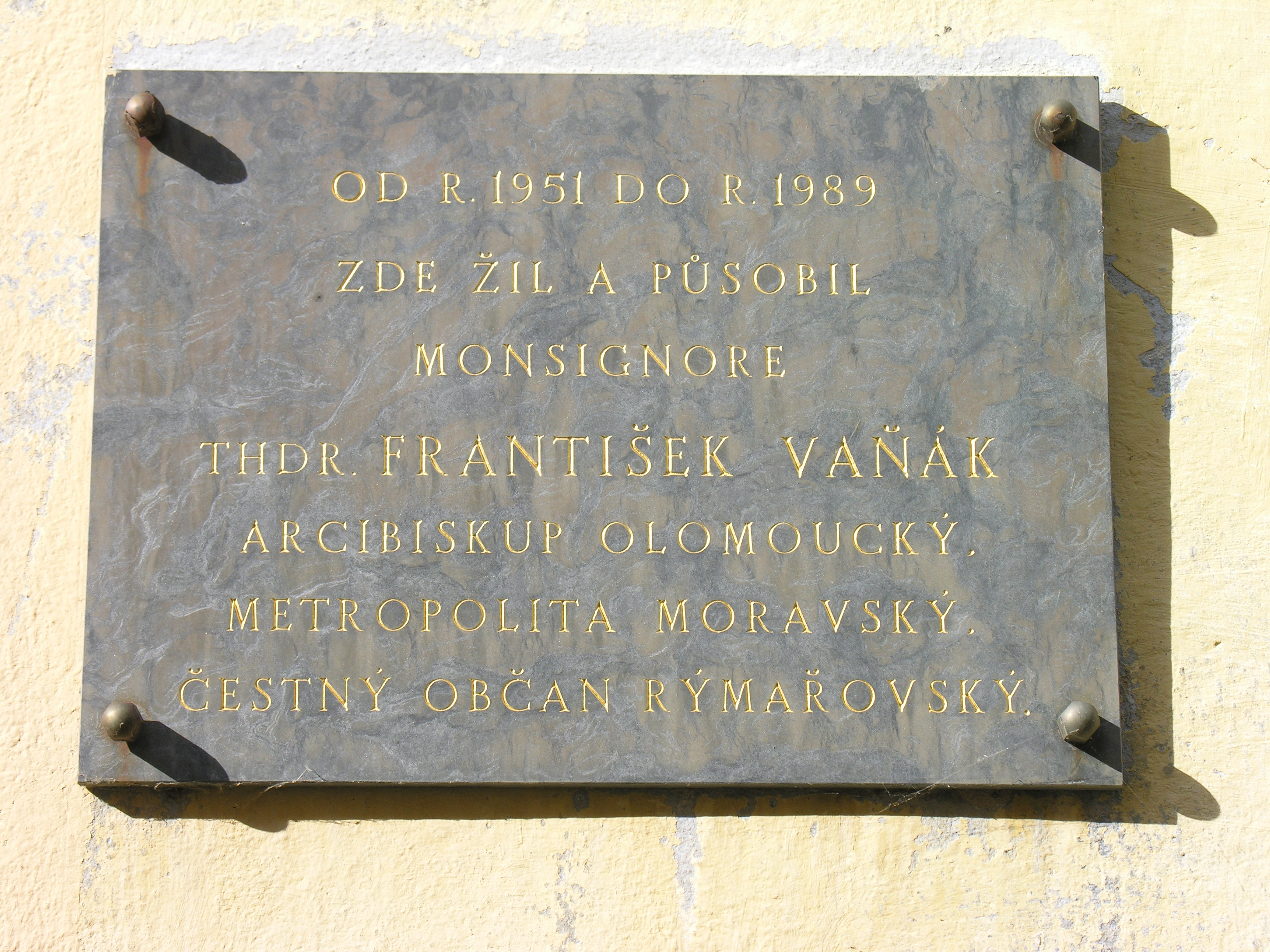
Pamětní deska v Rýmařově

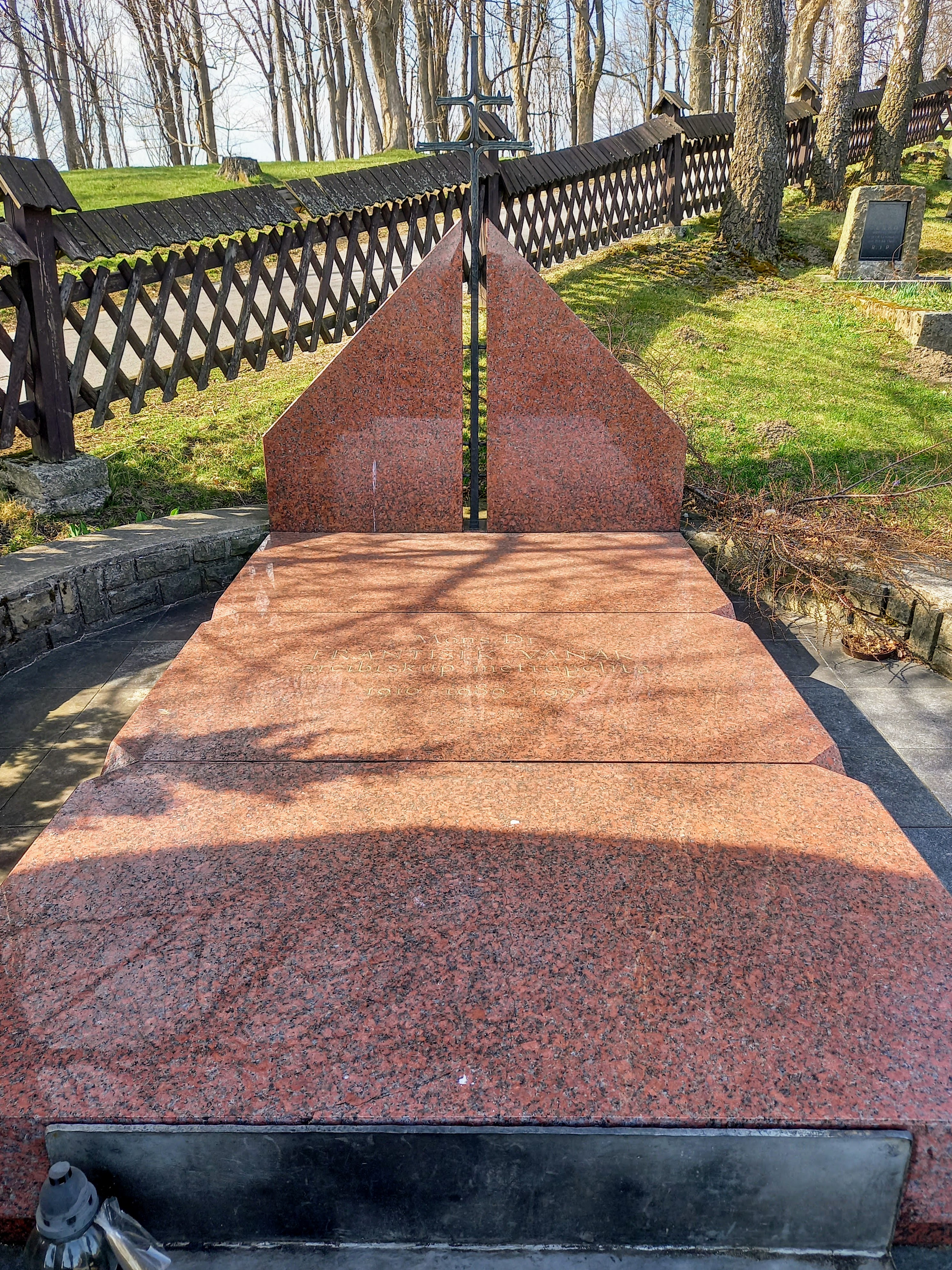
Hrob na Hostýně

Vystudoval Arcibiskupské gymnázium v Kroměříži, na kněze byl vysvěcen v roce 1941 v Olomouci, poté dlouho působil v Rýmařově. V letech 1961 a 1973 jej Apoštolský stolec zařadil mezi kandidáty na úřad olomouckého arcibiskupa, ale komunistická vláda jeho jmenování znemožnila. V srpnu 1989 se stal biskupem a apoštolským administrátorem olomoucké arcidiecéze. Řádným arcibiskupem a metropolitou moravským se stal až po pádu komunistického režimu. Snažil se o maximální obnovu náboženského života v arcidiecézi, zejména pak o obnovu řeholního života, poutních tradic a církevního školství. V roce 1991 obnovil Arcibiskupské gymnázium v Kroměříži. Pohřben je na hřbitově na sv. Hostýně, o jehož zvelebení se zasloužil.

## Biskupská genealogie
Následující tabulka obsahuje genealogický strom, který ukazuje vztah mezi svěcencem a světitelem – pro každého biskupa na seznamu je předchůdcem jeho světitel, zatímco následovníkem je biskup, kterého vysvětil. Rekonstrukcím a vyhledáním původu v rodové linii ze zabývá historiografická disciplína biskupská genealogie.
1. kardinál Scipione Rebiba
2. kardinál Giulio Antonio Santorio
3. kardinál Girolamo Bernerio, OP
4. arcibiskup Galeazzo Sanvitale
5. kardinál Ludovico Ludovisi
6. kardinál Luigi Caetani
7. kardinál Ulderico Carpegna
8. kardinál Paluzzo Paluzzi Altieri Degli Albertoni
9. papež Benedikt XIII.
10. papež Benedikt XIV.
11. papež Klement XIII.
12. kardinál Marcantonio Colonna
13. kardinál Giacinto Sigismondo Gerdil, B
14. kardinál Giulio Maria della Somaglia
15. kardinál Carlo Odescalchi, SJ
16. kardinál Costantino Patrizi Naro
17. kardinál Lucido Maria Parocchi
18. papež Pius X.
19. papež Benedikt XV.
20. papež Pius XII.
21. arcibiskup Saverio Ritter
22. arcibiskup Josef Beran
23. arcibiskup Josef Karel Matocha
24. kardinál František Tomášek
25. biskup Antonín Liška
26. František Vaňák